# Село Хусаина Бижанова
Хусаина Бижанова (каз. Хұсайын Бижанов, до 1999 г. — Октябрьское) — село в Енбекшиказахском районе Алматинской области Казахстана. Административный центр Бартогайского сельского округа (до 2010 года — Октябрьского сельского округа). Код КАТО — 194071100.

## Население
В 1999 году население села составляло 2834 человека (1379 мужчин и 1455 женщин). По данным переписи 2009 года в селе проживало 4085 человек (1596 мужчин и 2489 женщин).